# Pawło Orichowski
Pawło Borysowycz Orichowski, ukr. Павло Борисович Оріховський (ur. 13 maja 1996 w Czerwonoarmijśku, w obwodzie żytomierskim, Ukraina) – ukraiński piłkarz, grający na pozycji pomocnika.

## Kariera piłkarska

### Kariera klubowa
Wychowanek klubów BRW-BIK Włodzimierz Wołyński i Dynamo Kijów, barwy których bronił w juniorskich mistrzostwach Ukrainy (DJuFL). Karierę piłkarską rozpoczął 18 września 2013 w juniorskiej drużynie Dynama U-19, dopiero 11 marca 2016 debiutował w podstawowym składzie Dynama. Od 23 września 2017 na zasadach wypożyczenia występował w Czornomorcu Odessa. Po zakończeniu sezonu 2017/2018 znów opuścił odeski klub. 27 lipca 2018 został wypożyczony do Arsenału Kijów. 31 lipca 2019 przeszedł do Kołosu Kowaliwka.

### Kariera reprezentacyjna
W latach 2011–2013 bronił barw juniorskiej reprezentacji Ukrainy U-17. W 2016 debiutował w składzie młodzieżówki.

## Sukcesy i odznaczenia

### Sukcesy klubowe
Dynamo Kijów
- mistrz Ukrainy: 2015/2016
- wicemistrz Ukrainy: 2016/2017
- finalista Pucharu Ukrainy: 2016/2017
- zwycięzca Superpucharu Ukrainy: 2016